# Nickel(IV) fluoride
Niken(IV) fluoride là một hợp chất vô cơ, là muối của kim loại niken và axit flohydric với công thức hóa học NiF4, bột vàng nhạt-nâu.

## Điều chế
Có hai phản ứng dùng để điều chế niken(IV) fluoride:
- Phản ứng của kali hexafloronikenat(IV) với bo trifluoride trong hydro fluoride khan.
- Phản ứng của pentafloroxenon hexafloronikenat(IV) với asen pentafluoride với hydro fluoride khan.

## Tính chất hóa học
Niken(IV) fluoride là một chất oxy hóa cực mạnh. Các đặc tính oxy hóa được tăng cường với sự hiện diện của axit Lewis trong hydro fluoride khan. Sức mạnh oxy hóa có thể so sánh với krypton đifluoride. Nó có thể oxy hóa brom pentafluoride thành cation hexaflorobromat(V), kali hexafloroplatinat(V) thành platin(VI) fluoride.
Nó được sử dụng trong tổng hợp vô cơ để thay thế cho krypton đifluoride không ổn định, vì nó được tổng hợp khá dễ dàng từ kali hexafloronikenat(IV) có sẵn và ổn định.